# Uropterygius polyspilus
Uropterygius polyspilus är en fiskart som först beskrevs av Regan, 1909.  Uropterygius polyspilus ingår i släktet Uropterygius och familjen Muraenidae. Inga underarter finns listade i Catalogue of Life.